# Maj måneds katte
|  | Denne artikel er oprettet af botten PalnaBot ud fra en ekstern database. Den kan derfor have sproglige fejl eller mangler. Denne skabelon kan fjernes efter kontrol af indholdet. |

Maj måneds katte er en kortfilm instrueret af Kristian Kjær efter manuskript af Kristian Kjær, Alexander Norup.